# Споменик отпора и победе
Споменик отпора и победе се налази у Парку код Железничке станице у Краљеву.
Споменик аутора Лојза Долинара, свечано је откривен 29. новембра 1959. године, на прослави 15-годишњице ослобођења Kраљева у Другом светском рату. Споменик је свечано открио Александар Ранковић. Споменик је посвећен палим ратницима, борцима и жртвама фашизма. Долинар је споменик првобитно радио за обележавање стратишта у Јајинцима. Градски одбор СУБНОР-а у Краљеву иницирао је демонтирање фигура у Јајинцима (где су фигуре биле првобитно постављене 1950. године) и њихово премештање у Парк код Желеничке станице у Краљеву, недалеко од Спомен-парка посвећеног жртвама масновне немачке одмазде у октобру 1941. године. На свечаној седници НО општине Краљево, одржаној у време откривања споменика, донета је одлука о изградњи Спомен-парка као посебне меморијалне целине, чији је саставни део требало да буде и Долинаров споменик.
Споменик отпора и победе је био инспирисан Роденовим спомеником Грађани Калеа, који је требало да прослави херојску борбу грађана Калеа током Стогодишњег рата. Долинар је израдио 15 фигура у натприродној величини, у различитим позама, које је диктирало унутрашње искуство ратног насиља.
Полагањем венаца на споменик обележаване су годишњице Дана победе, али и Бомбардовања Београда (1941).